# بانتشاسيلا (سياسة)
توضيح: پانكاسيلا البوذية

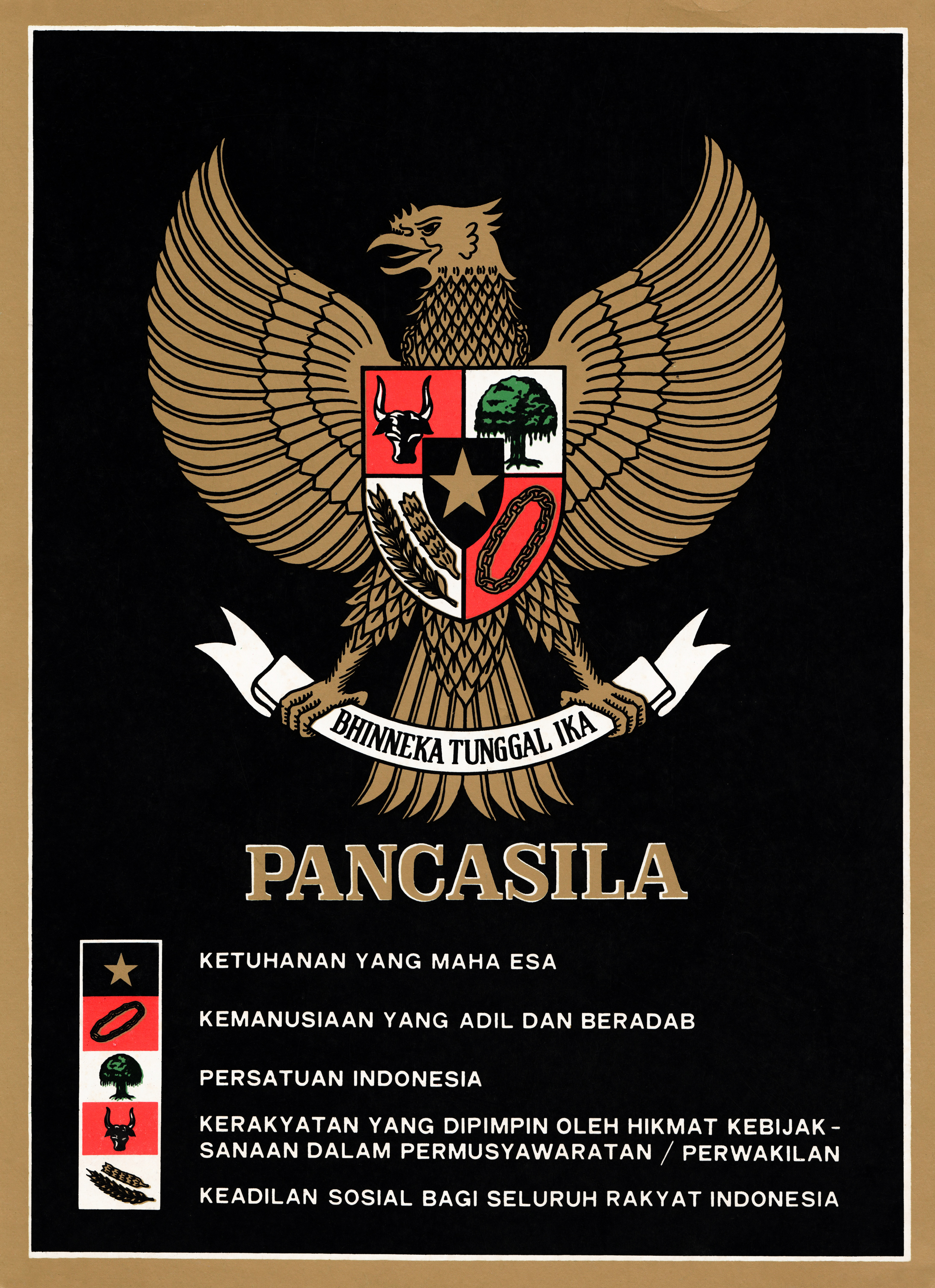

پانچاسيلا إندونيسيا (بالبهاسا: Pancasila Indonesia) هي مبادئ خمسة صاغها سوكارنو في 1945 كعقيدة للدولة الناشئة لتجمع الإندونسيين على مختلف مشاربهم. والمبادئ الخمسة هم:
- الإيمان بإله واحد.
- إنسانية عادلة ومتحضرة
- وحدة إندونيسيا
- الديمقراطية تقودها الحكمة الداخلية في توحد ناشئ من المداولات بين الممثلين.
- العدالة الاجتماعية لجميع أفراد الشعب الإندونيسي.